# Poritia phormedon
Poritia phormedon är en fjärilsart som beskrevs av Druce 1895. Poritia phormedon ingår i släktet Poritia och familjen juvelvingar. Inga underarter finns listade i Catalogue of Life.

## Bildgalleri

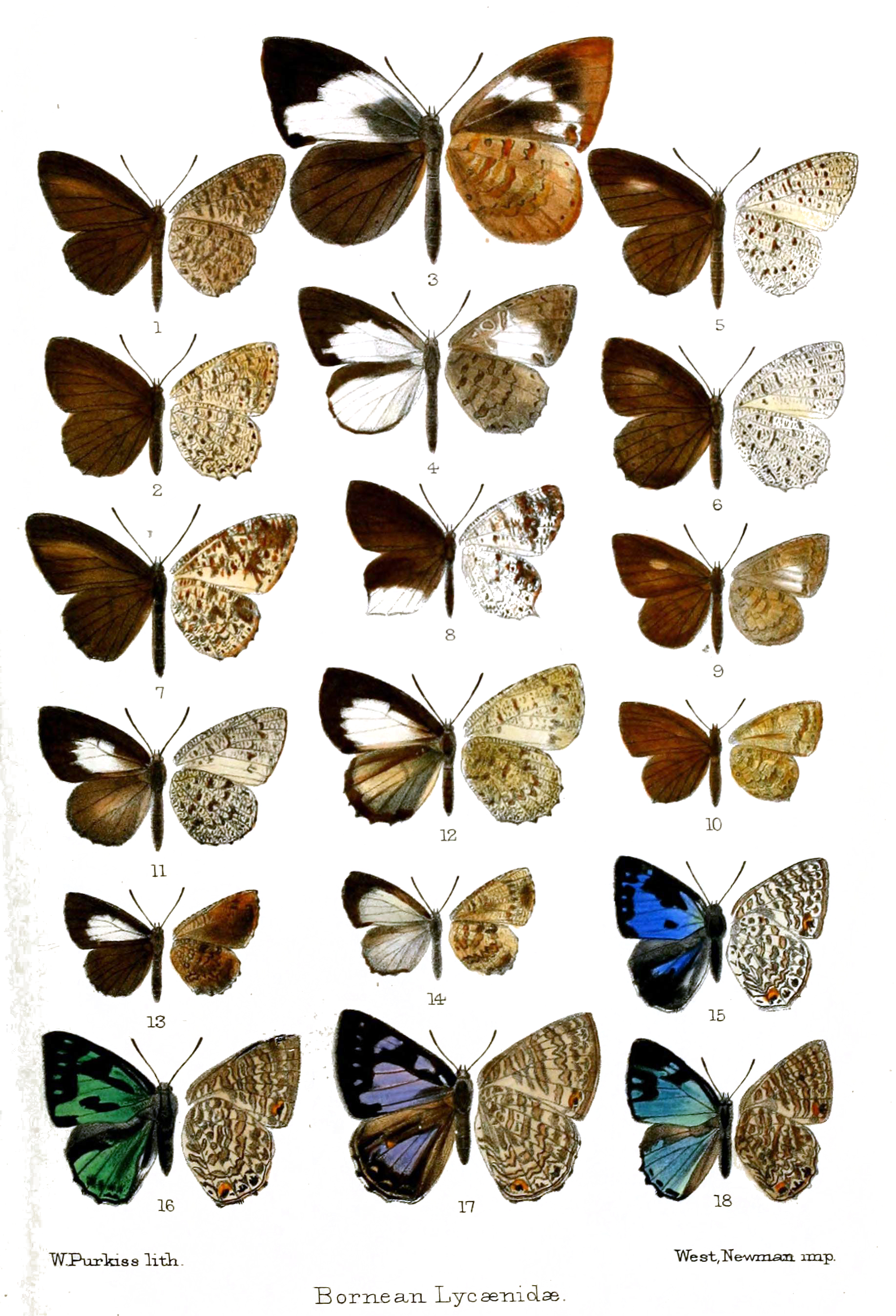